# Championnat de Belgique de hockey sur gazon 2016-2017
Navigation
2015-2016 2017-2018
Le championnat de Belgique de hockey sur gazon 2016-2017 est la 98e édition de ce championnat qui constitue le plus haut échelon de compétition masculine de hockey sur gazon en Belgique.

## Clubs participants
Un total de douze équipes participent au championnat, dix d'entre elles étant déjà présentes la saison précédente, auxquelles s'ajoutent deux promus de première division que sont la Royal Orée HBT, Royal Wellington THC qui remplacent les relégués La Gantoise HC et Pingouin HC.
La Région de Bruxelles est de loin la plus représentée avec pas moins de cinq clubs participants sur les douze au total qui sont : Orée, Racing, Daring, Léopold et Wellington. La Flandre est la région de Belgique la plus représenté avec six clubs, dont cinq provenant de la Province d'Anvers, l'Antwerp et le Beerschot sont les deux formations de la Métropole tandis que le Dragons et Braxgata se trouvent dans sa banlieue tandis que la cinquième ville de la province, Lierre a l'Herakles comme représentant.
Le sixième flamand est localisé dans la province de Brabant-flamand et dans son chef lieu, Leuven, enfin le Waterloo Ducks est le seul club wallon de la compétition.
- Phase finale de la Euro Hockey League 2017-2018
- Phase de groupe de la Euro Hockey League 2017-2018
- Promu de Championship

| Club                                | Classement 2015-2016 | Ville               | Fondation | Stade                 |
| ----------------------------------- | -------------------- | ------------------- | --------- | --------------------- |
| Koninklijke Hockey Club Dragons     | 1er                  | Brasschaat          | 1946      | Mansion of Dragons    |
| Royal Racing Club Bruxelles         | 2e                   | Uccle               | 1914      | Stade du Vivier d'Oie |
| Royal Léopold Club Bruxelles        | 3e                   | Uccle               | 1893      | ?                     |
| Braxgata Hockey Club                | 4e                   | Boom                | 1979      | ?                     |
| Waterloo Ducks Hockey Club          | 5e                   | Waterloo            | 1950      | ?                     |
| Koninklijke Hockey Club Leuven      | 6e                   | Louvain             | 1929      | ?                     |
| Royal Daring Hockey Club            | 7e                   | Molenbeek           | 1922      | Stade Pévenage        |
| Antwerp Hockey Club                 | 8e                   | Anvers              | 1923      | ?                     |
| Koninklijke Herakles Hockey Club    | 9e                   | Lierre              | 1933      | ?                     |
| Royal Beerschot Hockey Club         | 10e                  | Anvers              | 1899      | ?                     |
| Royal Wellington Tennis Hockey Club | ?                    | Uccle               | 1928      | ?                     |
| Royal Oree Tennis Hockey Bridge     | ?                    | Woluwé-Saint-Pierre | 1928      | ?                     |

### Localisation
| \| Braxgata Bruxelles Waterloo Ducks Leuven Anvers \| Localisation des clubs engagés dans le championnat. |
| Braxgata Bruxelles Waterloo Ducks Leuven Anvers                                                           |

| # | Province                     | Nombre | Équipe(s)                                                                                 |
| - | ---------------------------- | ------ | ----------------------------------------------------------------------------------------- |
| 1 | Province d'Anvers            | 5      | KHC Dragons, Braxgata HC, Antwerp HC K.Herakles HC, R.Beerschot HC                        |
| 1 | Région de Bruxelles-Capitale | 5      | Racing Club Bruxelles, Daring Club Bruxelles R.Wellington THC, R.Oree THB, R.Léopold Club |
| 2 | Province du Brabant wallon   | 1      | Waterloo Ducks                                                                            |
| 2 | Province du Brabant flamand  | 1      | KHC Leuven                                                                                |

| \| Racing Léopold Daring Orée Wellington \| Localisation des clubs engagés dans le championnat. |
| Racing Léopold Daring Orée Wellington                                                           |

| Racing Léopold Daring Orée Wellington |

| \| Herakles Beerschot Antwerp Dragons \| Localisation des clubs engagés dans le championnat. |
| Herakles Beerschot Antwerp Dragons                                                           |

| Herakles Beerschot Antwerp Dragons |

#### Classement
| Clt   | Équipe                              | PJ | V  | D | BP | BC | Pts |
| ----- | ----------------------------------- | -- | -- | - | -- | -- | --- |
| +001, | Koninklijke Hockey Club Dragons     | 22 | 15 | 5 | 2  | 87 | 36  |
| +002, | Koninklijke Herakles Hockey Club    | 22 | 14 | 4 | 4  | 65 | 51  |
| +003, | Royal Racing Club Bruxelles         | 22 | 12 | 8 | 2  | 76 | 49  |
| +004, | Waterloo Ducks                      | 22 | 13 | 4 | 5  | 71 | 45  |
| +005, | Royal Léopold Club                  | 22 | 10 | 4 | 8  | 77 | 55  |
| +006, | Royal Daring Hockey Club            | 22 | 10 | 2 | 10 | 66 | 64  |
| +007, | Royal Beerschot Hockey Club         | 22 | 9  | 2 | 11 | 65 | 64  |
| +008, | Braxgata Hockey Club                | 22 | 8  | 4 | 10 | 57 | 58  |
| +009, | Koninklijke Hockey Club Leuven      | 22 | 7  | 6 | 9  | 50 | 53  |
| +010, | Royal Oree Tennis Hockey Bridge     | 22 | 8  | 2 | 12 | 52 | 64  |
| +011, | Antwerp Hockey Club                 | 22 | 4  | 0 | 18 | 31 | 78  |
| +012, | Royal Wellington Tennis Hockey Club | 22 | 1  | 1 | 20 | 27 | 107 |

- Qualifié pour les Play-offs
- Relégué en division 1